# Helsingin Toverit
El Toverit Helsinki, en finlandès Helsingin Toverit, en català Camarades de Hèlsinki), també conegut com a HT, fou un club de futbol finlandès de la ciutat de Hèlsinki.

## Història
El club va ser fundat el 1916. Fou campió finlandès l'any 1942, tot i que no es pogué disputar la competició en format de lliga, a causa de la guerra, se celebrà en format copa. A més fou tercer del campionat els anys 1934, 1935 i 1939.

## Palmarès
- Lliga finlandesa de futbol: 
  - 1942